# Hermodice
Genre
Synonymes
- Amphibranchus Kinberg, 1867[2]

Hermodice est un genre d’annélides polychètes de la famille des Amphinomidae. Ils font partie des « vers de feu ». 

## Liste des espèces
Selon World Register of Marine Species (3 janvier 2019) :
- Hermodice carunculata (Pallas, 1766)
- Hermodice picta Kinberg, 1857
- Hermodice sanguinea (Schmarda, 1861)
- Hermodice savignyi (Brulle, 1832)
- Hermodice smaragdina (Schmarda, 1861)

## Publication originale
- Kinberg, 1857 : Nya slägten och arter af Annelider. Öfversigt af Kongliga Vetenskaps-Akademiens Förhandlingar, vol. 14, n. 1, pp. 11-14 (texte intégral) (la).